# Pareclipsis oxyptera
Pareclipsis oxyptera là một loài bướm đêm trong họ Geometridae.